# Trinomys albispinus
Trinomys albispinus é uma espécie de roedor da família Echimyidae.
É endêmica do Brasil, onde pode ser encontrada nos estados de Sergipe, Bahia e Minas Gerais.